# Edmonton Riverbend
Circonscription électorale fédérale du Canada
Edmonton Riverbend est une circonscription électorale fédérale canadienne de l'Alberta. Elle est située au sud-ouest de l'agglomération d'Edmonton.
Les circonscriptions limitrophes sont
- au nord-est : Edmonton Strathcona
- à l'est : Edmonton Gateway
- au sud-est et au sud : Leduc—Wetaskiwin
- au sud-ouest : Parkland
- à l'ouest et au nord-ouest : Edmonton-Ouest.

La circonscription est créée en 2013 et est représentée pour la première fois lors des élections générales de 2015.
Lors du redécoupage électoral de 2022, la circonscription perd une partie de son territoire au profit d'Edmonton Gateway, Edmonton Strathcona et Edmonton-Ouest, mais s'agrandit vers le sud sur Edmonton—Wetaskiwin.

## Députés
| Législature                               | Années       | Député | Député        | Parti        |
| ----------------------------------------- | ------------ | ------ | ------------- | ------------ |
| Edmonton Riverbend issue d'Edmonton—Leduc |              |        |               |              |
| 42e                                       | 2015–2019    |        | Matt Jeneroux | Conservateur |
| 43e                                       | 2019–2021    |        | Matt Jeneroux | Conservateur |
| 44e                                       | 2021–Présent |        | Matt Jeneroux | Conservateur |

## Résultats électoraux
Le premier scrutin aura lieu en 2015.
|       | Candidat        | Parti             | # de voix | % des voix |
|       | Matt Jeneroux   | Conservateur      | +28 805,  | 49,89 %    |
|       | Tariq Chaudary  | Libéral           | +17 428,  | 30,18 %    |
|       | Brian Fleck     | NPD               | +09 846,  | 17,05 %    |
|       | Valerie Kennedy | Vert              | +01 275,  | 2,21 %     |
|       | Steven Lack     | Parti libertarien | +00386,   | 0,67 %     |
| Total | Total           | Total             | 57 740    | 100 %      |